# 六朝楷書
六朝楷書（りくちょうかいしょ）は、中国の南北朝時代、北朝で発達した独自の楷書体の総称。現在の楷書の源流となった書体の一つであり、書道では楷書の書風の一つとしてとらえられている。現代中国では魏楷、北魏楷とも称する。
なお、「六朝」とは本来南朝側に立った時代呼称であるが、書道を含む芸術の分野ではこの時代を「六朝時代」と呼ぶことが多いため、この呼称が使われている。

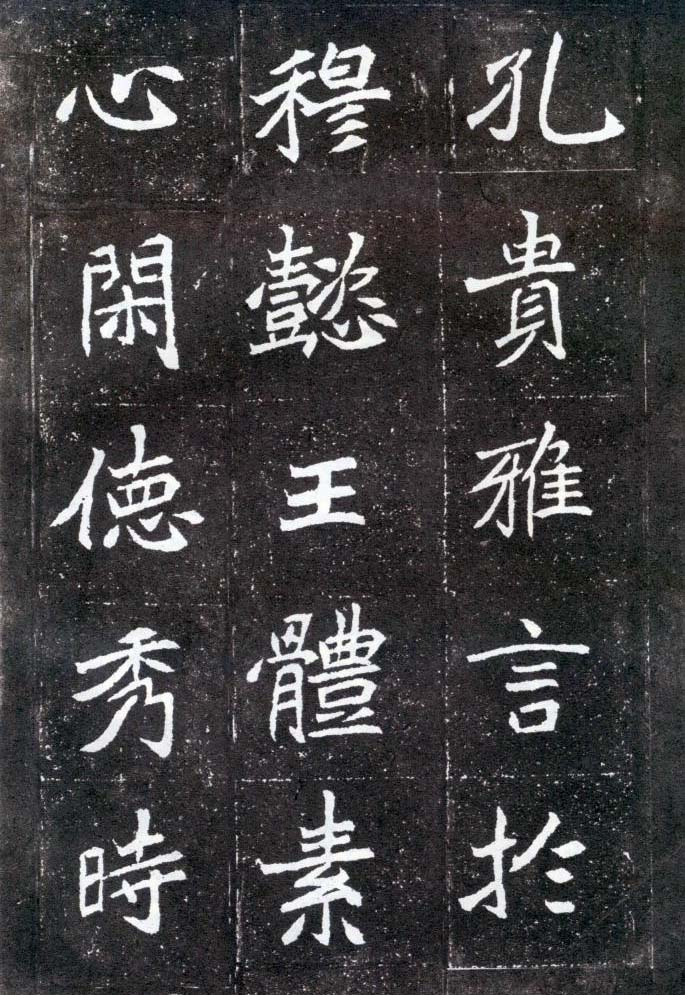
北碑『元懐墓誌』の拓本の一部

## 書風
一般的な楷書体によく似るが、書風は洗練されておらず、その多くは荒削りで素朴・雄渾なものである。中には龍門二十品など、楷書体とは似ても似つかない書風のものも少なくない。
さらに決まった筆法が存在せず、10の書蹟があれば10通りの書き方が存在するというくらい多彩である。これを分類すると、大きく分けて次の二種類になる。
方筆
起筆や転折（おれ）を角張らせて力強く線を引き、ごつごつと石を刻むように書く筆法。六朝楷書の主流である。張猛龍碑のように自然な勢いに任せて大胆に書くものと、高貞碑のように骨太ながら正方形の辞界に収まるように緊密な書き方をするものとがある。
円筆
起筆や転折を丸め、全体的に柔らかい筆致で書く筆法。六朝楷書の一部に見られ、鄭文公碑を筆頭とする鄭道昭の書蹟に代表される書法である。南朝の筆法の影響を指摘する向きもある。
また字体に目立った統一が行われなかったため、異体字が極めて多いのが特徴である。その数はそれだけで一つの字典が出来るほどで、現に清の羅振玉は六朝楷書の異体字のみを集めた『碑別字』という字典を上梓している。

## 歴史と展開

### 時代背景
南北朝時代の項も参照のこと
316年、内乱で著しく国力が低下した西晋が北方異民族に追われ、南へ逃れて東晋となったことで、実質的に中国は南北に分断されることになった。西晋の故地にあたる北側では「五胡十六国」と呼ばれる異民族王朝が覇権をめぐって勃興し、南側では東晋が前秦に猛攻をかけられたり、重臣に内乱を起こされたりと不安定な状態ながらも、失地回復を狙っていた。
しかし420年、南側の東晋は努力虚しく禅譲を迫られ、宋が成立。さらに439年に北側で北魏が並みいる他王朝を征して北の覇者となったことで南北の決裂は決定的なものとなり、本格的な南北朝時代が始まる。北朝と南朝は表向きは末期の頃を除き大きな衝突を起こすことはなかったが、片や漢民族の土地を乗っ取った異民族、片やその異民族に追われて都落ちした漢民族という立場関係は反目をもたらすに充分で、両者は冷戦にも似た関係にあった。
このため文化的・芸術的な交流もそれほど盛んではなく、書道もある程度まで南北に分かれた状態で発展することになったのである。

### 発生と淵源
北朝を作った北方異民族は元はモンゴル周辺を本拠とする遊牧民族であって定住する習慣がなく、また漢民族とはまったく異なる統治システムを持っていた。しかし漢民族の故地を手に入れ漢民族的王朝を作り上げたことにより、そのシステムを変更する必要性に迫られた。
そこで彼らがとったのが、漢民族の制度や文化を吸収する漢化政策であった。幸い北朝の領域内には西晋の遺民が取り残されており、彼らが漢民族文化の伝道者となることでその目的が達成されることになった。当然のごとく、漢民族の文字である漢字も彼らによって北朝側に伝えられることになった。
六朝楷書の淵源はこの遺民が伝えた西晋の書蹟にあると見られている。西晋の書は基本こそ隷書であるが、末期の頃は本来横長の隷書が正方形になるなどやや楷書寄りとも取れる書風となっている。南朝では芸術的観点から行書・草書が優先され、そこから楷書に発展するが、北朝では漢字の受容を優先し、これをそのまま発展させて彼らなりの色づけをして六朝楷書としたと見られる。

### 北魏での隆盛
北朝を統一した北魏は、五胡十六国の頃から漢化政策に積極的な王朝であった。統一後もその路線を取り続け、なかんずく第6代皇帝の孝文帝は平城から漢民族王朝伝統の首都・洛陽に遷都し、姓名や官職名、習俗や言語に至るまで徹底した漢化を進めた。また漢化と人心統一の二つの効果を狙って漢民族の宗教である仏教に深く帰依し、多くの寺院や仏像を建立した。
これに後押しされる形で、六朝楷書が爆発的な発展を遂げることになった。特に書風は漢化政策の影響で、当時既に楷書が一書体として確立していた南朝の書にある程度まで学び、それを彼らなりに消化したことにより、西晋代のスタイルを引きずっていた状態から脱皮して独自の個性が確立されるようになる。
このような書蹟は、紙にあまりなじみのなかった北朝では写経を除いて紙に書かれることは少なく、碑や磨崖、造像記や墓碑などの金石文の形で残され、後世に「北碑」と呼ばれる巨大な書蹟群を造り上げることになった。
この時期、5世紀末から6世紀初頭までの期間が六朝楷書の最盛期であった。

### 東魏・西魏以降の変容
しかし534年に北魏が帝位争いにより東魏と西魏に分裂し、さらに550年に東魏が北斉へと、556年に西魏が北周へとそれぞれ交替する頃になると、六朝楷書を取り巻く状況に変化が生じる。西魏で554年に王羲之・王献之、いわゆる「二王」の法帖が戦利品として持ち込まれるなど、南朝の書蹟である「南帖」やそれに類する書蹟が流入し始め、強い影響力を与え始めたのである。
これによって北朝の書家の中には「二王」を手本として六朝楷書をかなり南朝寄りに変容させた書風を確立し、後世の隋や唐の楷書にも似た書蹟をものする者も現れた。従来型の六朝楷書も多くものされている中に混じっての出現ではあったが、この積極的な南朝書法の摂取は、後の南北合一の先駆をなすものであったと言ってよい。

### 発展的消滅
これにとどめを刺したのが、581年に北周皇室の外戚であった楊堅が禅譲を受けて隋を建て、中国統一に乗り出したことである。8年後の589年に南朝の陳は隋の猛攻の前にあっさりと滅亡し、中国は約270年ぶりに統一されることになった。
この統一により南北を隔てていた政治的な障壁は一気に取り払われ、南北の文化交流が雪崩をうつように始まった。以前から垢抜けない自分たちの文化に劣等感を抱き、南朝の文化に憧れていた北朝側の人々はこれを好機と南朝側に急接近し、南北の文化は発展的に融合して行くことになった。特に第2代皇帝・煬帝は南北を貫く運河を建設運営しており、この頃までには南北の文化は完全に融合していたと考えられている。
その中で、楷書もその対象となった。六朝楷書と同時期、南側でも隷書の走り書きにより成立した行書が整えられて発生した原初的な楷書が、南朝につながる東晋の王羲之や王献之によって行書とともに書道の一書体として定着し、既にその時点で一つの書体として完成されていたからである。
両者は発生経路（南朝＝隷書→行書→楷書、北朝＝隷書→楷書）も発達経路（南朝＝書道の書体として発達、北朝＝漢字受容のうちに自然発達）も異なり、それぞれ単独の存在ではあったが、その書風の近似性は融合を招くだけの親和性を充分に持っていた。さらに上記の通り隋以前より南朝の書法は北朝側にある程度伝わっており、最末期には大きな影響を与えるほどであったため、南北統一により一気に両者の融合が進み、六朝楷書は筆法や書法など技巧面で融合して発展的に消滅することになったのであった。
このように楷書成立の片棒を担いだ存在であったが、六朝楷書の過去の書蹟はあくまで「異民族王朝の書蹟」とされ、注目されることもなくなり、忘れられたまま長い眠りにつくことになる。

### 再評価
六朝楷書がその眠りから覚めたのは実に1200年以上も後の清代のことである。康熙帝の時代に儒学の一環として始まった考証学は、考古学や文字学の分野にも進出し、書道にも大きな影響を与えつつあった。
そんな時、18世紀中頃から「北碑」の出土や発見が相次ぎ、考証学者たちはこれまで無視してきた異民族の書蹟のレベルの高さと独特の書風に驚嘆し、多くの学者が研究に取り組むことになった。
なかんずく阮元は「北碑」と「南帖」として北朝・南朝の書蹟を比較して「南北書派論」「北碑南帖論」を唱え、北朝・南朝での書道の発展経緯はまったく異なり、模刻を繰り返して誤りが累積した南帖よりも、石に彫られて原形がある程度まで残っている北碑の方が価値があると断じ、北碑の書体である六朝楷書も折り紙付きとなり、包世臣がこれを絶賛し、清末の康有為も南北単独発展の説は否定したものの、北碑の優位性を認めることでこれにとどめをさし、六朝楷書の書としての地位は確固たるものとなった。現在では書道や書体研究、特に楷書の学書・研究に六朝楷書は必須の存在とされるに至った。

## 日本での受容

### 古代における伝来
六朝楷書の伝来は、中国側では隋末から唐代初頭に当たる飛鳥時代から奈良時代のごく初期、一部で北碑のような実物の書蹟を経ずに間接的な形で行われていたと考えられている。
事実、大化2年（646年）の「宇治橋断碑」、「日本三大古碑」として有名な文武天皇4年（700年）の「那須国造碑」、和銅4年（711年）の「多胡碑」などは、六朝楷書に極めて近い雄渾な楷書の碑である。特に「多胡碑」は鄭道昭とよく似た円筆の書である。また推古天皇23年（615年）筆の「法華義疏」も行書ではあるが、六朝楷書の意が入っているといわれる。
このように六朝楷書の影響が見られるのは、大陸文化の伝達経路が長く朝鮮半島経由であったことが大きく関わっている。流入して来たのは直接的には百済の書法であったが、朝鮮半島は中国大陸の北側に接続しており、直接的に北朝との接触があったため、その文化は自然と北朝寄りとなっていた。つまり朝鮮半島を通じて、六朝楷書の書法が間接的に伝わったのである。
一方、この時代には遣隋使や遣唐使により大陸との直接的な文化交流も開始され、南朝の伝統を受け継いだ唐代の書法も流入していた。そのためこの時期においては、六朝楷書と唐の書法＝北朝系と南朝系両方の書法が並立していたと考えられている。
しかしこのような南北並立状態は、遣唐使が回数を重ねて唐の文化が移入され、日本文化が唐風に傾くうち、次第に南朝系の唐代書道の方が優勢となって自然消滅してしまった。かくして日本での六朝楷書の系譜は一旦途絶えることになる。

### 近代の再伝来
その後も中国本土で無視されていたこともあって六朝楷書は忘れられたままであったが、最初の伝来から1300年近くが経った明治13年（1880年）、清国公使に随行して来日した考証学者・楊守敬が、日本に流出した文献類を買収するための資金調達用として北碑の拓本を持参したことで再び伝来することになった。
これを見る機会に恵まれた日下部鳴鶴・中林梧竹・巖谷一六は大きな衝撃を受け、これを元に新たな書法を試み始めた。彼らの六朝楷書に対する評価や入れ込み方には根強い異論や反論もあり、「奇怪な書を書く妙な書家」などと陰口をたたかれることもあったが、結果的に彼らの活動は日本の書道界に新風を吹き込み、後世に大きな影響を与えることとなった。
現在では臨書のみならず六朝楷書の筆法を用いた書も多く制作され、また楷書の学書においてもかなりの割合で一度は接することがあるといわれるほどになじみの深い存在となっている。

## 中国での「魏碑体」
現在デジタルフォント等で「魏碑体」と呼ばれている書体は江蘇省の書道家・陳禄淵が1940年代に創造した書風に由来し、上海北駅にて使われたことから「鉄路体」「火車体」等と呼ばれた。1953年同駅に就職した周華金は彼の影響で六朝楷書の研究を始め、禄淵の上海を追われた1957年以降も尚お六朝風の書風を使い続けていた。これによって、その書体も人々に広く知られることとなった。
そして1964年、上海出版社は華金にその書体の字帖（日本でいうレタリング字典のようなもの）を出版しないかと提案した。編集者等は華金と共に書体名を議論し「新魏碑体」という名称を提案したが、華金は「確かに書風の根本は六朝楷書にあるが、これはあくまでそれを新しく作ったものである」として「新魏体」という名称を提案した。
1973年に上海字模一廠は印刷用の「新魏体」開発を開始し、この時に当たり字の上手である者から韓飛青という書家が選任された。そして彼は原字を書くために字模廠へと異動し、翌1974年には合計4050字に及ぶ字母を完成させた。先の周華金も別の六〇五廠にて原字を書いていたが、最終的には華金の原字ではなく飛青の原字が採用された。
現在この書体はMicrosoft Officeには「華文新魏（ST Xinwei）」として簡体字版、Apple Font Bookには「魏碑（Weibei）」として簡体字版及び繁体字版が収録されており、またダイナコムウェアから日本語版として「DF魏碑体」も販売されている。

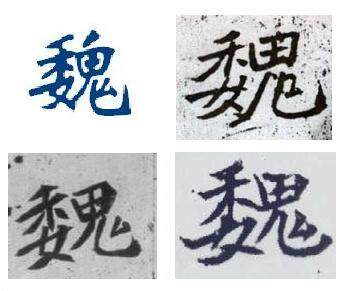
拓本の六朝楷書と印刷用の「魏碑体」との比較。